# Акимов, Пётр Тихонович
Пётр Тихонович Акимов — советский хозяйственный, государственный и политический деятель.

## Биография
Родился в 1926 году в деревне Малая Сальница. Член КПСС.
Участник Великой Отечественной войны: наводчик орудия батареи 609-го стрелкового полка 139-й стрелковой дивизии
В 1970—1977 — председатель исполнительного комитета Люблинского Совета депутатов трудящихся города Москвы.
В 1977—1979 — начальник Управления высотных зданий и гостиниц исполнительного комитета Московского городского Совета депутатов трудящихся.
Делегат XXV съезда КПСС.
Жил в Москве.

## Награды
- Орден Отечественной войны II степени (1985)
- Орден Трудового Красного Знамени
- Орден Красной Звезды
- Орден Славы II (12.04.1945) и III степени (06.11.1944)